# Furuzawa Iwami
Furuzawa Iwami (japanisch 古沢 岩美; geb. 5. Februar 1912 in der Präfektur Saga; gest. 15. April 2000) war ein japanischer Maler der Yōga-Richtung während der Shōwa-Zeit.

## Leben und Werk
Furuzawa Iwami ging 1928 nach Tokio und besuchte dort das Hongō-Institut für Malerei (本郷洋画学校 Hongō yōga gakkō). 1938 gründete er die Künstlervereinigung Sōki (創紀美術協会 Sōki bijutsu kyōkai), die sich aber schon im folgenden Jahr auflöste. Er beteiligte sich dann an der Gründung der „Vereinigung für Kunst und Kultur“ (美術文化協会 Bijutsu bunka kyōkai). 1939 wurde er bei dem Illustrationswettbewerb zum 50-jährigen Bestehen des Asahi-Zeitungsverlages ausgezeichnet.
1940 wurde er als Sonderberichterstatter zur Erstellung von Illustrationen nach Peking entsandt. 1943 erfolgte seine Einberufung. 1944 wirkte er anlässlich des Heeresgedenktages zusammen mit Okamoto Tarō und anderen als Preisrichter mit bei der Bilderausstellung „Mannschaften und Offiziere des Heeres in der Region Wuhan“. 1945 geriet er in der Region Wuhan in Kriegsgefangenschaft.
1946 konnte Furuzawa nach Kagoshima zurückkehren. 1947 zog er um nach Tokio und ließ sich in Maeno im Bezirk Itabashi nieder und trat in den „Club der Avantgardekünstler Japans“ (日本アヴァンギャルド美術家クラブ Nihon avangyarudo bijutsuka kurabu) ein. Im Frühjahr 1970 unternahm er eine Reise durch Europa (Griechenland, Italien). 1973 verbrachte er eine Zeit in Paris, wo er Lithographien im Auftrag der Visions Nouvelles gestaltete. 1975 wurde das „Furuzawa-Iwami-Kunstmuseum“ (古沢岩美美術館 Furuzawa Iwami bijutsukan) in der Präfektur Yamanashi eröffnet. 1977 hielt sich Furuzawa wieder in Paris auf.
1979 reiste Furuzawa als Leiter der 3. China-Freundschaftsdelegation japanischer und chinesischer Künstler u. a. nach Peking, Taiyuan und Xian. 1981 besuchte er die Sowjetunion auf Einladung des Kultusministeriums. Er bereiste viele Orte und fertigte Skizzen an. 1986 erfolgte eine weitere Einladung des Kultusministeriums in die Sowjetunion.
Furuzawas umfangreiches Werk hat ebenso viele Wandlungen durchlaufen, wie sein Leben. Einerseits war er 1944 Preisrichter auf einer Kriegsbilder-Ausstellung, andererseits zeigen seine Reisen nach dem Pazifikkrieg nach China und in die Sowjetunion sein Bemühen um Aussöhnung. Sein Werk zeichnet sich durch phantastische, surrealistische und zeitkritische Elemente aus, aber Bilder einfach schöner Frauen nehmen auch einen großen Raum in seinem Werk ein.

## Publikationen (Auswahl)
- „Tausend und eine Nacht“ – von Furuzawa illustrierte Ausgaben (千夜一夜物語, Sen’ya ichya monogatari; 1967/1979)
- Furuzawa Iwami: „Das Vagabundieren des Schönen“ (美の放浪, Bi no hōrō; 1979)
- Furuzawa Iwami: „Der nackte Körper, Furuzawa Iwamis Aktskizzen-Sammlung“ (にょたい―古沢岩美裸婦デッサン集, Nyotai – Furuzawa Iwami rafu dessan-shū; 1980)
- Furuzwa Iwami: „Die blutigen Auseinandersetzungen der Hungerteufel in der Hölle“[2] (修羅餓鬼, Shura gaki; 1960 bis 1993)
- Furuzawa Iwami: „Feldpost“ (軍事郵便, Gunji yūbin; 1996)